# Partit Democràtic Liberal (Japó)
El Partit Democràtic Liberal (en japonés: 民主自由党, Minshujiyutō Minjutō) fou un partit polític del Japó.

## Història
El partit fou fundat el març de 1947 com una unió del Partit Liberal del Japó, Dōshi Club i una facció del Partit Democràtic liderada per Saitō Takao. Afegit això a l'oposició a la llei de nacionalització del carbó, el partit va aconseguir 152 membres de la Cambra de Representants del Japó i 46 membres de la Cambra de Consellers del Japó.
Degut a la unió del PDL i de l'intent de Takeshi Yamazaki de formar un nou govern després de la dimissio d'Hitoshi Ashida com a Primer Ministre, Shigeru Yoshida, membre del partit va esdevindre Primer Ministre en octubre de 1948 i convocà eleccions anticipades el gener de 1949. El PDL va guanyar amb 269 dels 466 escons. Per primera volta des d'abans de la Segona Guerra Mundial un partit disposava de majoria absoluta. Shigeru Yoshida va continuar de Primer Ministre.
En març de 1950 el partit va convergir amb la facció pro-aliança del PD per a formar el nou Partit Liberal.

## Resultats electorals

### Cambra de Representants
| Any  | Líder           | Vots       | %     | Escons    | Pos. | Govern |
| ---- | --------------- | ---------- | ----- | --------- | ---- | ------ |
| 1949 | Shigeru Yoshida | 13,420,269 | 43.87 | 264 / 466 | 1r   | Govern |

## Líder
| # | Nom             | Foto | Inici              | Final             |
| - | --------------- | ---- | ------------------ | ----------------- |
| 1 | Shigeru Yoshida |      | 15 de març de 1948 | 1 de març de 1950 |